# Movimiento Tercera Era
El Movimiento Tercera Era fue un partido político búlgaro de ideología marxista. Han defendido la libertad de asociación, de expresión y de prensa.

## Resultados electorales

### Parlamentarias
| Año elección (total diputados) | Número de diputados | Votos diputados | Porcentaje votos |
| 1994 (240)                     | 0                   | 8.923           | 0,17             |

### Presidenciales
| Año elección | Candidato        | Votos  | Porcentaje votos |
| 1992         | Slavomir Tsankov | 50.248 | 0,99%            |
| 1994         | Slavomir Tsankov | 22.724 | 0,5%             |

Fuente: Political Parties in Post-Communist Societies